# Черноозёрки
Черноозёрки — упразднённый посёлок в Дивеевском районе Нижегородской области России. Входил в состав Дивеевского сельсовета.

## Топоним
Назван по имени лежащего в его окрестностях озера.

## География
Посёлок Черноозёрки располагался в 11 км к юго-западу от села Дивеева на левом берегу реки Крутец. Соединялся грунтовыми просёлочными дорогами на северо-востоке с деревней Полупочинки (6 км), на юго-западе с селом Илёв (6 км). В 1 км на северо-восток от местоположения посёлка лежит маленькое озеро. В 2 км на юг находится урочище Кистарас.

## История
Посёлок Черноозёрки возник в 1925 году.
Одновременно с Черноозерками в двух километрах от них был основан посёлок Покровка.
Первыми жителями Черноозерков стали переселенцы из соседних населённых пунктов: Канерги (Ардатовский район), Челатьмы, Вертьянова, Дивеева и других.
7 ноября 1934 года был создан колхоз «Красный партизан», председателем был выбран
Егор Михайлович Малолеев. К 1940 году в черноозерском колхозе состояло 35 крестьянских дворов с населением 125 человек.
В годы Великой Отечественной войны из посёлка на фронт ушли около 40 человек, 24 черноозерца не вернулись. Тринадцать черноозерских колхозников были удостоены медали «3а доблестный труд в Великой Отечественной войне 1941—1945». В 1950 году колхоз «Красный партизан» объединился с колхозом деревни Полупочинки. А в 1960 году вошёл в состав вертьяновского колхоза «Октябрь». Укрупнение хозяйств послужило причиной начавшегося угасания Черноозерков. В 1974 году посёлок прекратил своё существование.

## Современность
В настоящее время на месте посёлка отсутствуют какие-либо постройки. О его существовании напоминают заросли терновника.